# Смит, Хопкинсон
Хопкинсон Смит (англ. Hopkinson Smith; род. 7 декабря 1946, Нью-Йорк) — американско-швейцарский лютнист, специалист по аутентичному исполнительству. Сын архитектора и архитектурного критика Джорджа Эверарда Киддера Смита.
Окончил Гарвардский университет как музыковед, защитив дипломную работу о паванах английского композитора XVI—XVII веков Дэниела Бачелера. Затем в 1973 году отправился в Европу изучать игру на лютне и виуэле у Эмилио Пухоля, занимался также под руководством Ойгена Мюллера-Домбуа. С середины 1970-х гг. живёт и работает в Базеле. На протяжении десятилетия входил в состав ансамбля старинной музыки Hespèrion XX, основанного в 1974 г. Жорди Савалем. В дальнейшем переключился преимущественно на сольную карьеру, исполняя музыку барокко и Ренессанса на лютне, гитаре, виуэле и теорбе.
Среди многочисленных записей Смита выделяется лютневая редакция Сонат и партит для скрипки соло Иоганна Себастьяна Баха (2000). Высокую оценку также получили последовавшая запись первых трёх виолончельных сюит Баха на теорбе (2013), альбомы Джона Доуленда (2005) и Франческо да Милано (2009). Альбом Смита «Бешеный пёс» (англ. Mad Dog; 2017), составленный из разнородных английских пьес, вызвал восторженный отзыв журнала Gramophone, писавшего, что исполнитель «обнаруживает душу каждого произведения при помощи самого изысканного и тонкого использования импровизированных украшений, какое вы когда-либо могли слышать».
На протяжении многих лет, до выхода на пенсию в 2020 году, преподавал в Базельской музыкальной академии, среди его учеников Эванхелина Маскарди, Рольф Лислеванн, Эдин Карамазов и другие заметные исполнители.